# Bosuilstadion
A Bosuilstadion egy labdarúgó-stadion Antwerpenben, Belgiumban. 
1923 november 1-jén nyitották meg és azóta a Royal Antwerpen otthona. A stadion 12 975 néző befogadására alkalmas. 
Az 1920-as antwerpeni olimpiai játékok egyik helyszíne volt. Itt játszották az 1963–1964-es kupagyőztesek Európa-kupájának döntőjét és az 1972-es labdarúgó-Európa-bajnokság egyik elődöntőjét, melyen Belgium és az NSZK találkozott.

## Események

### 1920. évi nyári olimpiai játékok
| Dátum               | Pályaválasztó | Eredmény    | Vendég        | Részletek                   |
| ------------------- | ------------- | ----------- | ------------- | --------------------------- |
| 1920. augusztus 28. | Jugoszlávia   | 0–7         | Csehszlovákia | Első forduló                |
| 1920. augusztus 29. | Hollandia     | 4–4 (b:5–4) | Svédország    | Negyeddöntő                 |
| 1920. augusztus 31. | Olaszország   | 2–1         | Norvégia      | Rájátszás a második helyért |
| 1920. szeptember 1. | Spanyolország | 2–1         | Svédország    | Rájátszás a második helyért |

### 1972-es Európa-bajnokság
| Dátum            | Pályaválasztó | Eredmény | Vendég  | Részletek | Nézők  |
| ---------------- | ------------- | -------- | ------- | --------- | ------ |
| 1972. június 14. | NSZK          | 2–1      | Belgium | Elődöntő  | 55 569 |

### KEK-döntő
| Dátum           | Időpont UTC+1 | Pályaválasztó | Eredmény | Vendég       | Részletek | Nézők  |
| --------------- | ------------- | ------------- | -------- | ------------ | --------- | ------ |
| 1964. május 15. | 19.30         | Sporting CP   | 1–0      | MTK Budapest | Döntő     | 13,924 |